# Riu Baleswar
El riu Baleswar (Senyor de la Força) és un riu de l'Índia a Bengala Occidental i de Bangladesh, un dels principals distributaris del Ganges del que se separa prop de Kushtia i corre al sud, inicialment amb el nom de Garai i després com a Madhumati o Gorai-Madhumati, fins a agafar el nom de Baleswar al districte de Bakerganj. Desaigua a la badia de Bengala amb el nom d'Haringhata forman un estuari. Els seus afluents principals són el Kacha, el Bankana khal, el Nabaganga, i el Machuakhali.